# Mistrzostwa Świata Juniorów w Hokeju na Lodzie 2023
Mistrzostwa Świata Juniorów w Hokeju na Lodzie 2023 organizowane przez IIHF były 47. mistrzostwami świata juniorów w hokeju na lodzie. Mistrzostwa rozgrywane były w sześciu kategoriach. Zawody były jednocześnie kwalifikacją do następnego turnieju.

## Elita
| Msc. | Reprezentacja     |
| ---- | ----------------- |
|      | Kanada            |
|      | Czechy            |
|      | Stany Zjednoczone |
| 4    | Szwecja           |
| 5    | Finlandia         |
| 6    | Słowacja          |
| 7    | Szwajcaria        |
| 8    | Niemcy            |
| 9    | Łotwa             |
| 10   | Austria           |

Miastami goszczącymi najlepsze juniorskie reprezentacje świata zostały Halifax i Moncton w Kanadzie. Turniej został rozegrany w dniach 26 grudnia 2022 – 5 stycznia 2023 roku. Do rywalizacji przystąpiło 10 najlepszych drużyn świata. System rozgrywania turnieju był inny niż w niższych dywizjach. Najpierw drużyny rozgrywały mecze w fazie grupowej (2 grupy po 5 zespołów), systemem każdy z każdym. Do fazy pucharowej, czyli ćwierćfinałów awansowały po 4 drużyny z obu grup. Najsłabsza drużyna z każdej z grup zagrała w fazie play-out do dwóch zwycięstw. Drużyna, która przegrała dwukrotnie spadła do Grupy A Dywizji I.
Pierwotnie zmagania elity miały przeprowadzić rosyjskie miasta: Nowosybirsk i Omsk, jednak po inwazji wojsk rosyjskich na Ukrainę turniej został zabrany Rosjanom. W maju 2022 podjęto decyzję, iż zawody elity przeprowadzą wyżej wymienione Kanadyjskie miasta.

## Dywizja I
Grupa A
| Msc. | Reprezentacja |
| ---- | ------------- |
| 1    | Norwegia      |
| 2    | Kazachstan    |
| 3    | Francja       |
| 4    | Węgry         |
| 5    | Dania         |
| 6    | Słowenia      |

Grupa B
| Msc. | Reprezentacja    |
| ---- | ---------------- |
| 1    | Japonia          |
| 2    | Ukraina          |
| 3    | Włochy           |
| 4    | Polska           |
| 5    | Estonia          |
| 6    | Korea Południowa |

Grupa A Dywizji I jest drugą klasą mistrzowską, z której najlepsza drużyna awansowała do Elity, a ostatni zespół został degradowany do Grupy B Dywizji I. Grupa B Dywizji I stanowi trzecią klasą mistrzowską. Jej zwycięzca zapewnił sobie awans do Grupy A Dywizji I, zaś ostatnia drużyna spadła do Grupy A Dywizji II.
Turnieje Dywizji I zostały rozegrane:

Grupa A – od 11 do 17 grudnia 2022 roku w Asker, w Norwegii

Grupa B – od 11 do 17 grudnia 2022 roku w Bytomiu

## Dywizja II
Grupa A
| Msc. | Reprezentacja   |
| ---- | --------------- |
| 1    | Chorwacja       |
| 2    | Wielka Brytania |
| 3    | Litwa           |
| 4    | Hiszpania       |
| 5    | Holandia        |
| 6    | Rumunia         |

Grupa B
| Msc. | Reprezentacja   |
| ---- | --------------- |
| 1    | Chiny           |
| 2    | Belgia          |
| 3    | Serbia          |
| 4    | Islandia        |
| 5    | Chińskie Tajpej |
| 6    | Meksyk          |

Grupa A Dywizji II jest czwartą klasą mistrzowską, z której pierwsza drużyna awansowała do Grupy B Dywizji I, a ostatni zespół został degradowany do Grupy B Dywizji II. Grupa B Dywizji II stanowi piątą klasą mistrzowską. Jej zwycięzca zapewnił sobie awans do Grupy A Dywizji II, zaś ostatnia drużyna spadła do Grupy A Dywizji III.
Turnieje Dywizji II zostały rozegrane:

Grupa A – od 11 do 17 grudnia 2022 roku w litewskim Kownie

Grupa B – od 16 do 22 stycznia 2023 roku w Reykjavíku, stolicy Islandii

## Dywizja III
| Msc. | Reprezentacja        |
| ---- | -------------------- |
| 1    | Australia            |
| 2    | Izrael               |
| 3    | Bułgaria             |
| 4    | Turcja               |
| 5    | Nowa Zelandia        |
| 6    | Kirgistan            |
| 7    | Bośnia i Hercegowina |
| 8    | Południowa Afryka    |

Dywizja III jest szóstą klasą mistrzowską. Jej zwycięzca zapewnił sobie awans do Grupy B Dywizji II. Ostatnie dwie drużyny spadły do Grupy B Dywizji III.
Mistrzostwa Świata Dywizji III odbyły się w dniach 26 stycznia – 2 lutego 2023 roku w tureckim Stambule. 